# راینزبرگ
شهر راینزبرگ (به آلمانی: Rheinsberg) در ایالت برندنبورگ در کشور آلمان واقع شده‌است.

## نگارخانه

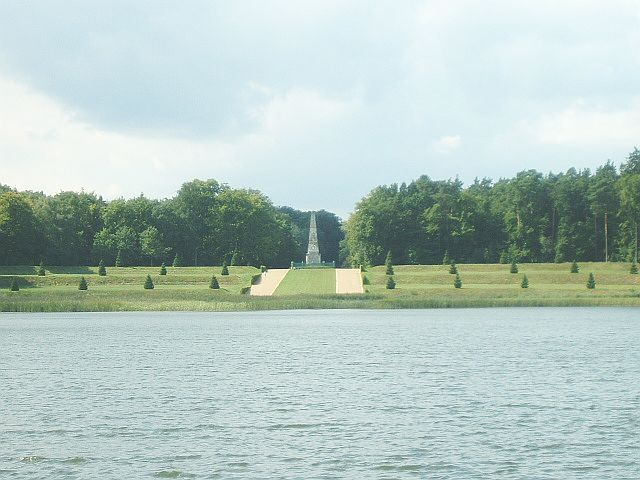
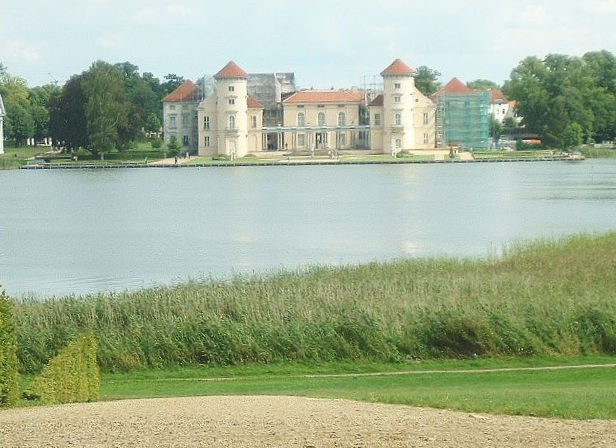
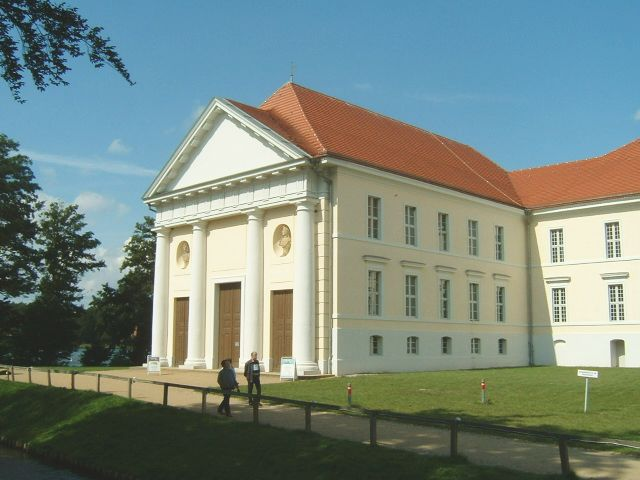
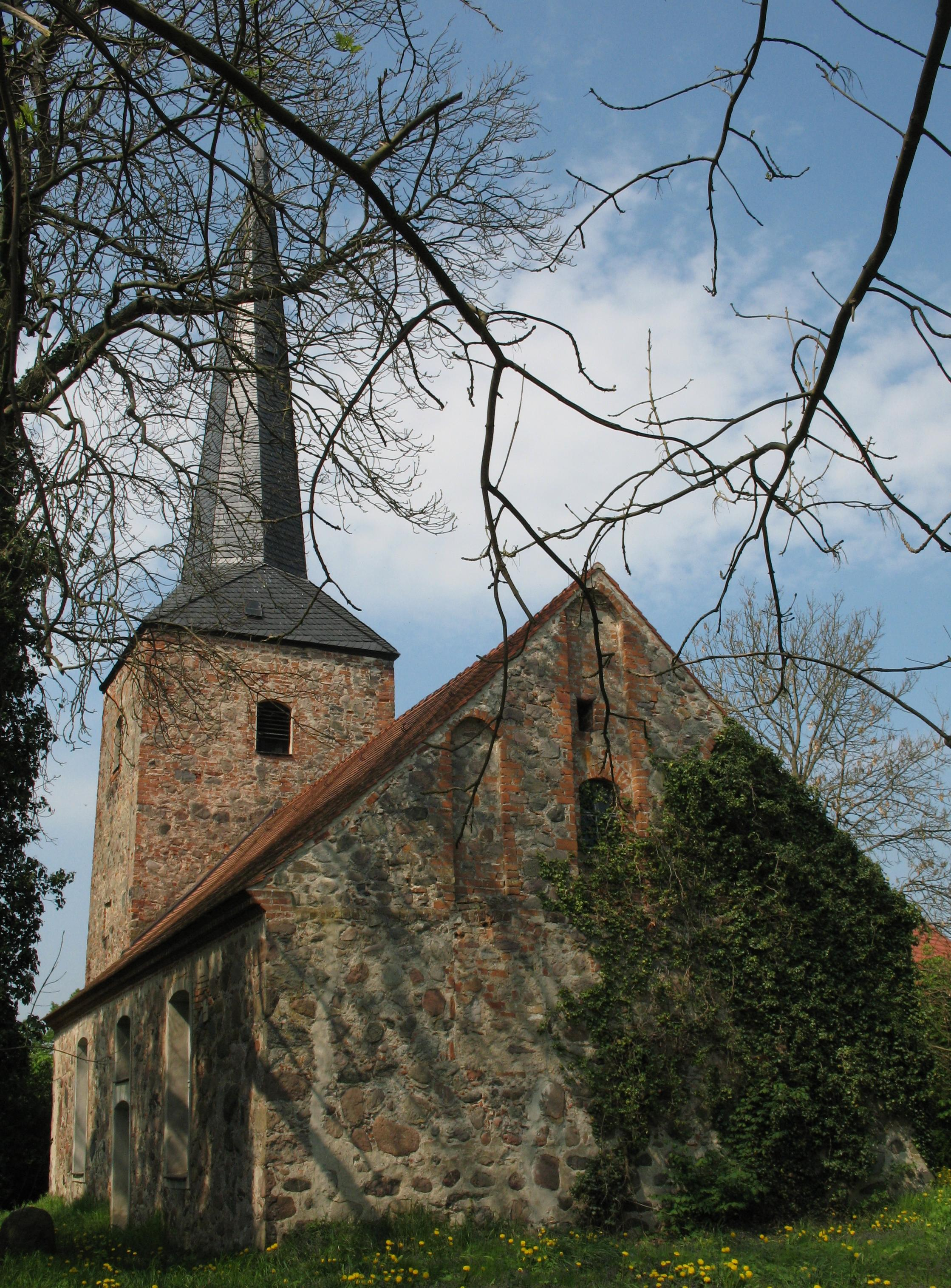
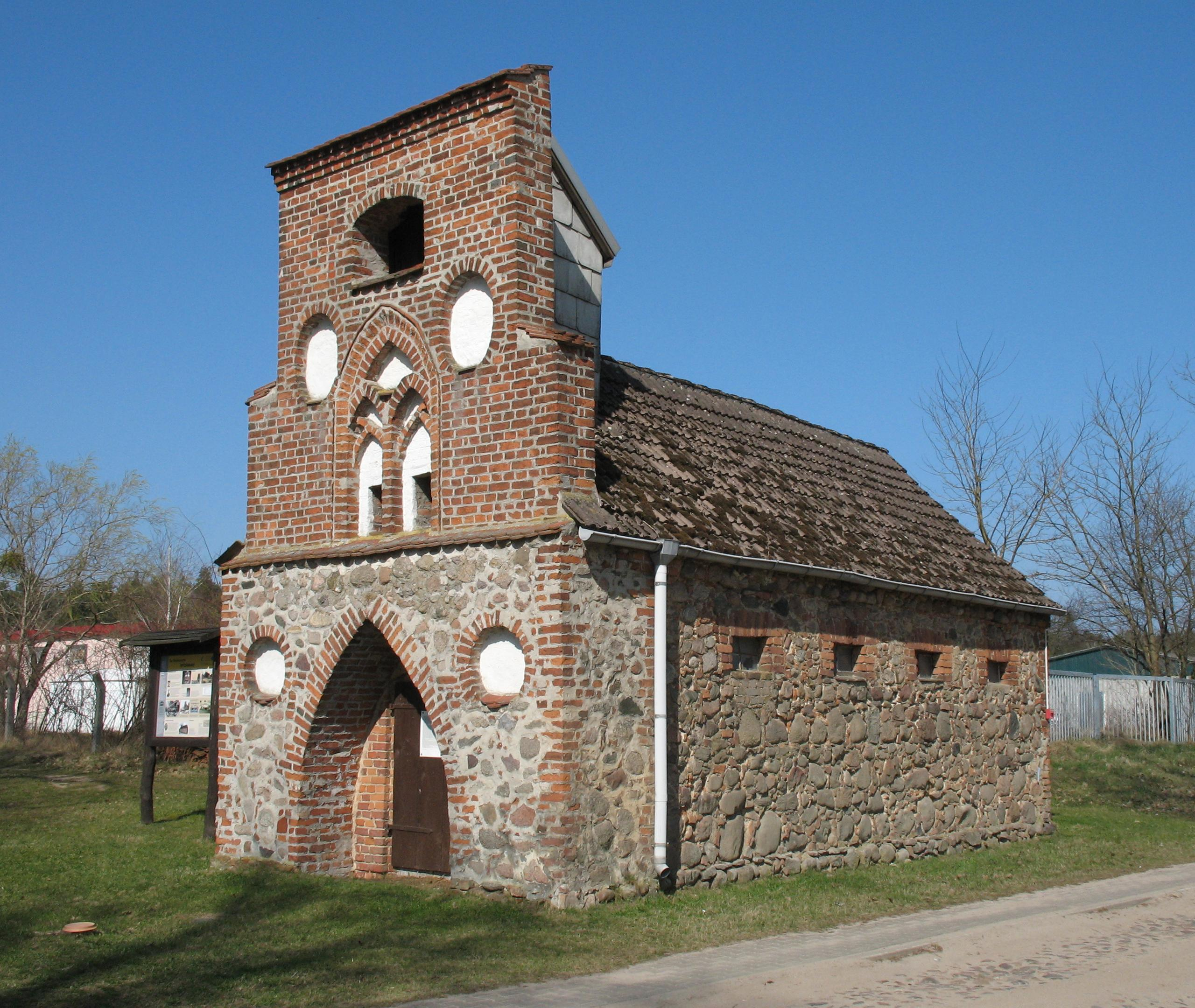